# Rimandoule
Pour les articles homonymes, voir Roubion.
La Rimandoule est une rivière française qui coule dans le département de la Drôme, affluent de rive gauche du Roubion (lui-même tributaire du Rhône).

## Géographie
La Rimandoule prend sa source à l'ouest de Bourdeaux. Après un début de parcours vers le sud, elle se dirige uniformément vers l'ouest, arrosant successivement les villages de Félines-sur-Rimandoule et Rochebaudin pour confluer avec le Roubion en aval de Pont-de-Barret, en face de Manas. 
La longueur de son cours est de 12,4 km.

### Communes traversées
Dans le seul département de la Drôme, la Rimandoule traverse les cinq communes suivantes de, Truinas (source), Comps, Félines-sur-Rimandoule, Rochebaudin, Pont-de-Barret (confluent).

### Toponyme
La Rimandoule a donné son nom à la commune de Félines-sur-Rimandoule.

### Organisme gestionnaire
L'organisme gestionnaire est le SMBRJ ou syndicat mixte du bassin du Roubion et du Jabron.

## Affluents
La Rimandoule a deux affluents référencés :
- le ruisseau de la Veyrière (rg), 2,2 km sur les deux communes de Félines-sur-Rimandoule, Rochebaudin[3]
- le ruisseau du Salon (rd), 3,2 km sur les deux communes de Félines-sur-Rimandoule, Le Poet-Celard [4].

Géoportail signale d'autres petits affluents dont :
- le Ravin du Suille (rg)
- le Ravin de Venouil (rg)

Donc son rang de Strahler est de deux.